# STB139 スイートベイジル
STB139 スイートベイジルは、かつて東京都港区六本木にあったライブハウス・レストラン。

## 名称の由来
STB139は、Sound-ful Taste-ful herB-ful  と東経139度から名付けられた。

## 沿革
エスビー食品が1998年12月に「ハーブをテーマに、食と音の感動の出会いを提案する新コンセプトレストラン」としてオープン。当初はニューヨークのジャズクラブ「スイート・ベイジル」の経営権を持つスイート・ベイジル株式会社のライセンス事業であったが、業務提携を解消後、日本のジャズミュージシャン、さらに広いジャンルのアーティストによるライブを開催するようになった。2014年5月で建物・設備の安全調査を徹底して行うため営業を休止。その後運営を再開することはなく、同所には、2017年10月にカンデオホテルズ東京六本木がオープンしている。